# Freisbach (Nahe)
Der Freisbach ist ein rechter Zufluss der Nahe im saarländischen Landkreis St. Wendel. Er hat eine Länge von 13,5 km, ein Einzugsgebiet von 37,42 km² und die Fließgewässerkennziffer 254114.
In Wolfersweiler befindet sich ein Pegel.
Im Einzugsgebiet existieren die beiden Kläranlagen Freisen/Asweiler-Eitzweiler und Richweiler.
Das Freisbach Center, ein Einkaufszentrum in Freisen, ist nach dem Bach benannt.

## Name
Der Bach wurde nach der Ortschaft Freisen benannt und entsprechend von Freisener Bach zu Freisbach verkürzt. Der Name des Gewässers tritt im Jahr 1600 („in die Freis“) erstmals schriftlich in Erscheinung.

## Geographie

### Verlauf
Der Freisbach entspringt auf einer Höhe von ca. 560 m ü. NHN.
Er fließt hauptsächlich in westlicher Richtung durch Freisen, Eitzweiler, Asweiler, Wolfersweiler und Nohfelden und mündet dort auf ca. 350 m ü. NHN von rechts in die Nahe.
Sein 13,51 Kilometer langer Lauf endet etwa 210 Höhenmeter unterhalb seiner Quelle, er hat somit ein mittleres Sohlgefälle von circa 16 ‰.

### Einzugsgebiet
Das 37,42 km² große Einzugsgebiet des Freisbachs erstreckt sich vom Baumholderer Hochland über das Hirsteiner Bergland bis
zum Nohfeldener Bergland, die alle zum Naturraum Prims-Nahe-Bergland gehören, und wird durch ihn über die Nahe und den Rhein zur Nordsee entwässert. Die höchste Erhebung ist der Trautzberg mit einer Höhe von 604 m ü. NHN im Osten des Einzugsgebiets.

### Zuflüsse
(Von der Quelle zur Mündung)
- Höfebach (rechts), 0,1 km
- Kahlenbergbach (rechts), 0,3 km
- Aubach (links), 0,2 km
- Wahrenbach (links), 1,1 km
- Hufbach (rechts), 0,7 km
- Kannelbach (links), 2,2 km
- Freisener Mühlbach (links), 0,7 km
- Brückmühlbach (rechts), 0,4 km
- Klöppchenbach (rechts), 0,3 km
- Freisener Hombach (rechts), 1,0 km, 2,45 km²
- Allbach (links), 1,4 km
- Riemerbach (rechts), 1,2 km
- Fröschengraben (rechts), 1,4 km
- Steinböschgraben (links), 1,0 km
- Hofbach (links), 3,7 km, 3,93 km²
- Großwiesbach (links), 0,5 km
- Welchweilerbach (links), 0,5 km
- Maßbach (rechts), 0,6 km
- Dommersbach (links), 2,9 km, 4,3 km²
- Wolfersweiler Talbach (rechts), 1,4 km
- Frohnbach (rechts), 3,0 km
- Bückelbach (links), 1,1 km
- Mörschbach (rechts), 1,6 km, 1,76 km²
- Raidelbach (links), 2,2 km
- Herdfloß (rechts), 2,2 km
- Hummerstalgraben (rechts), 0,6 km
- Altfreis (links), 0,9 km
- Borrendell (rechts), 1,1 km